# Tupanci
Tupanci (en serbe cyrillique : Тупанци) est un village de Serbie situé sur le territoire de la Ville de Valjevo, district de Kolubara. Au recensement de 2011, il comptait 120 habitants.

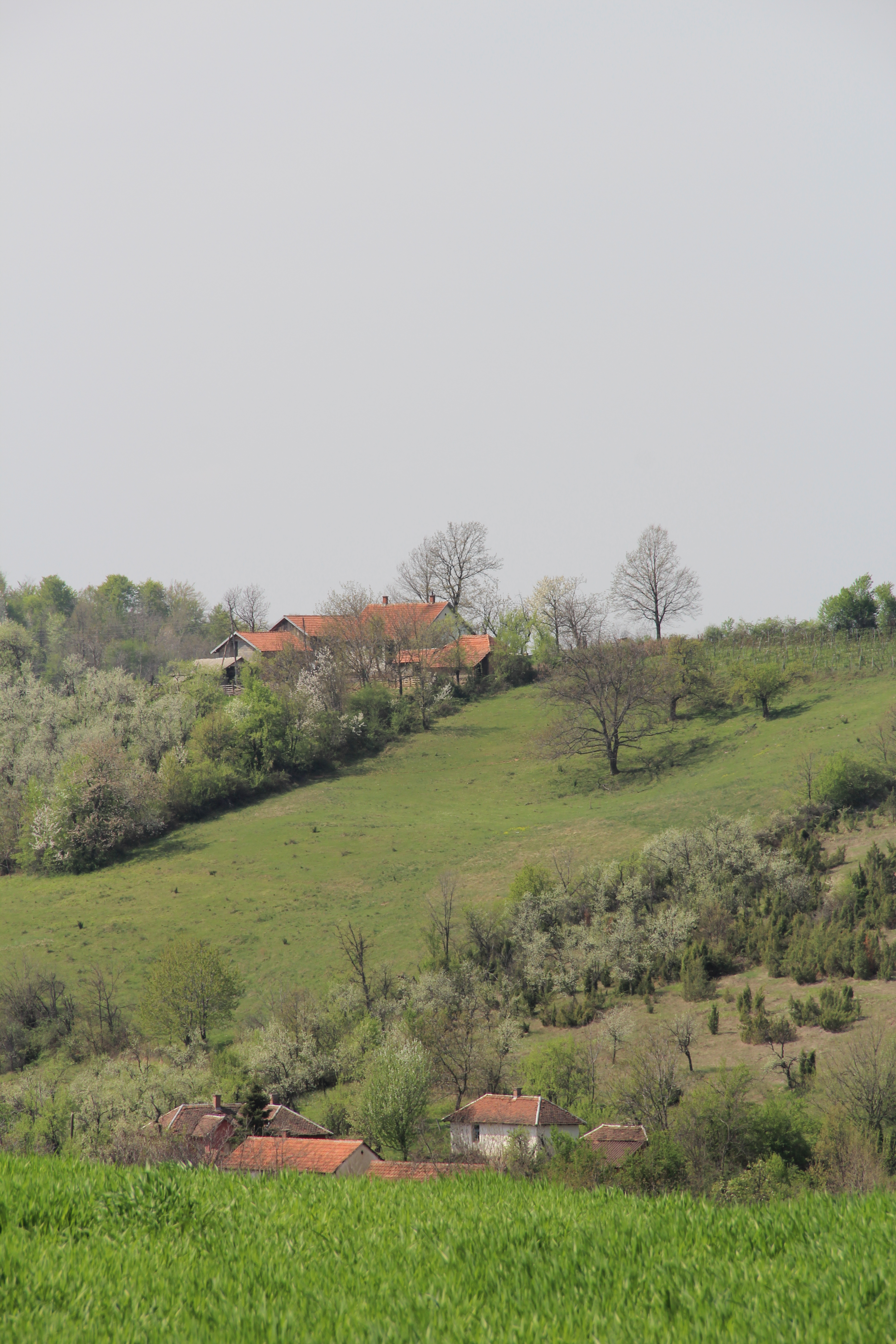
Tupanci - panoarama
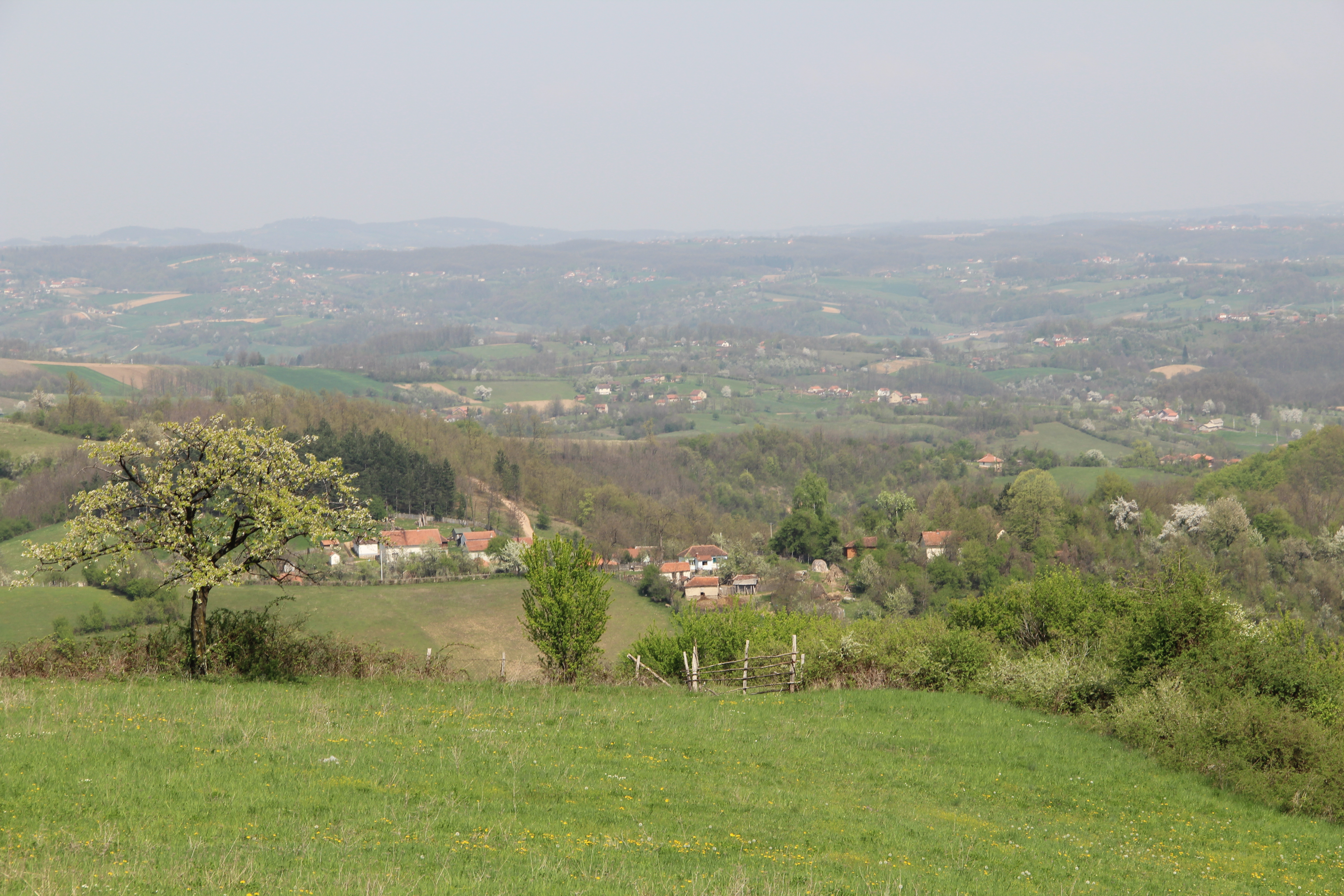
Tupanci - panoarama
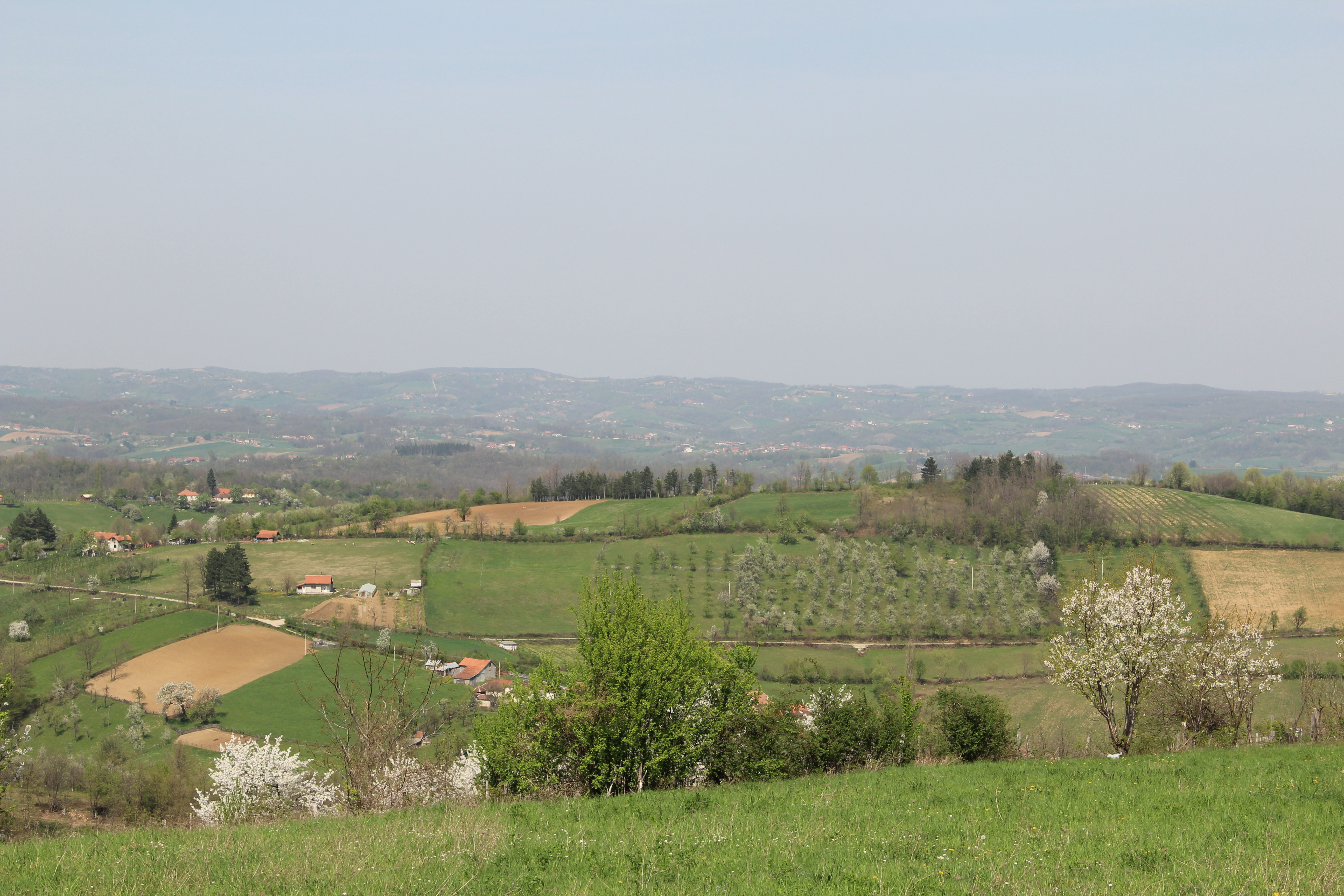
Tupanci - panoarama
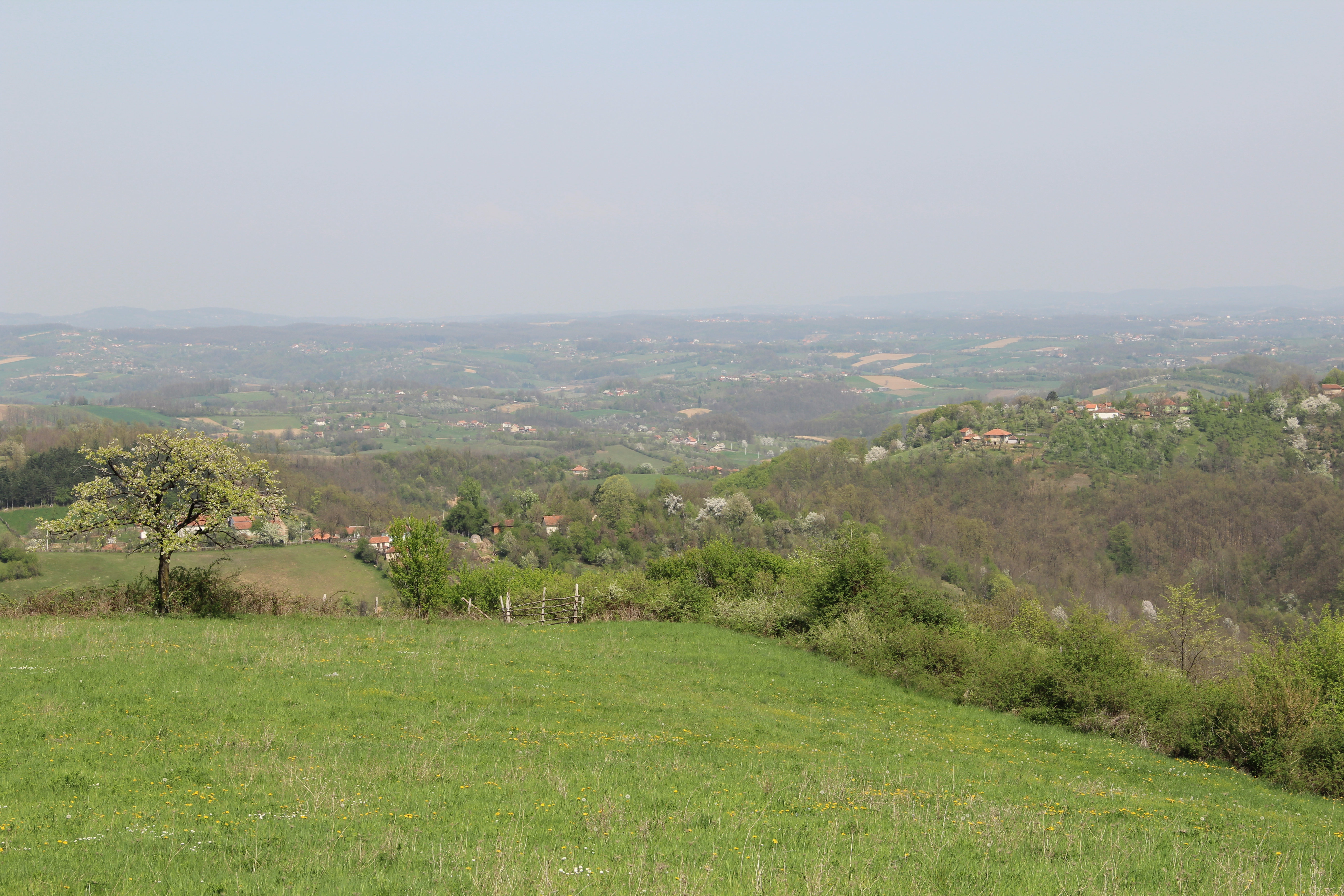
Tupanci - panoarama
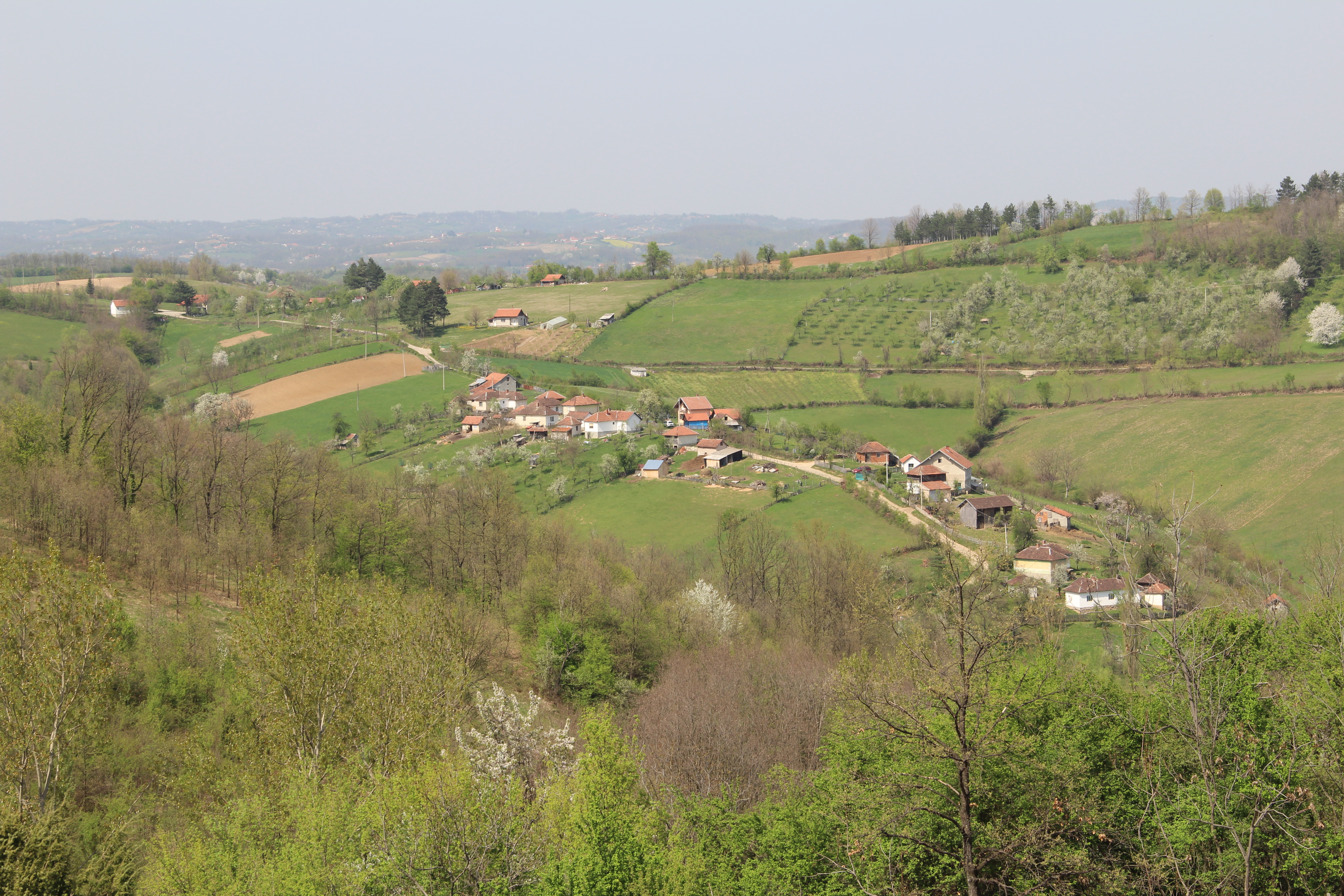
Tupanci - panoarama
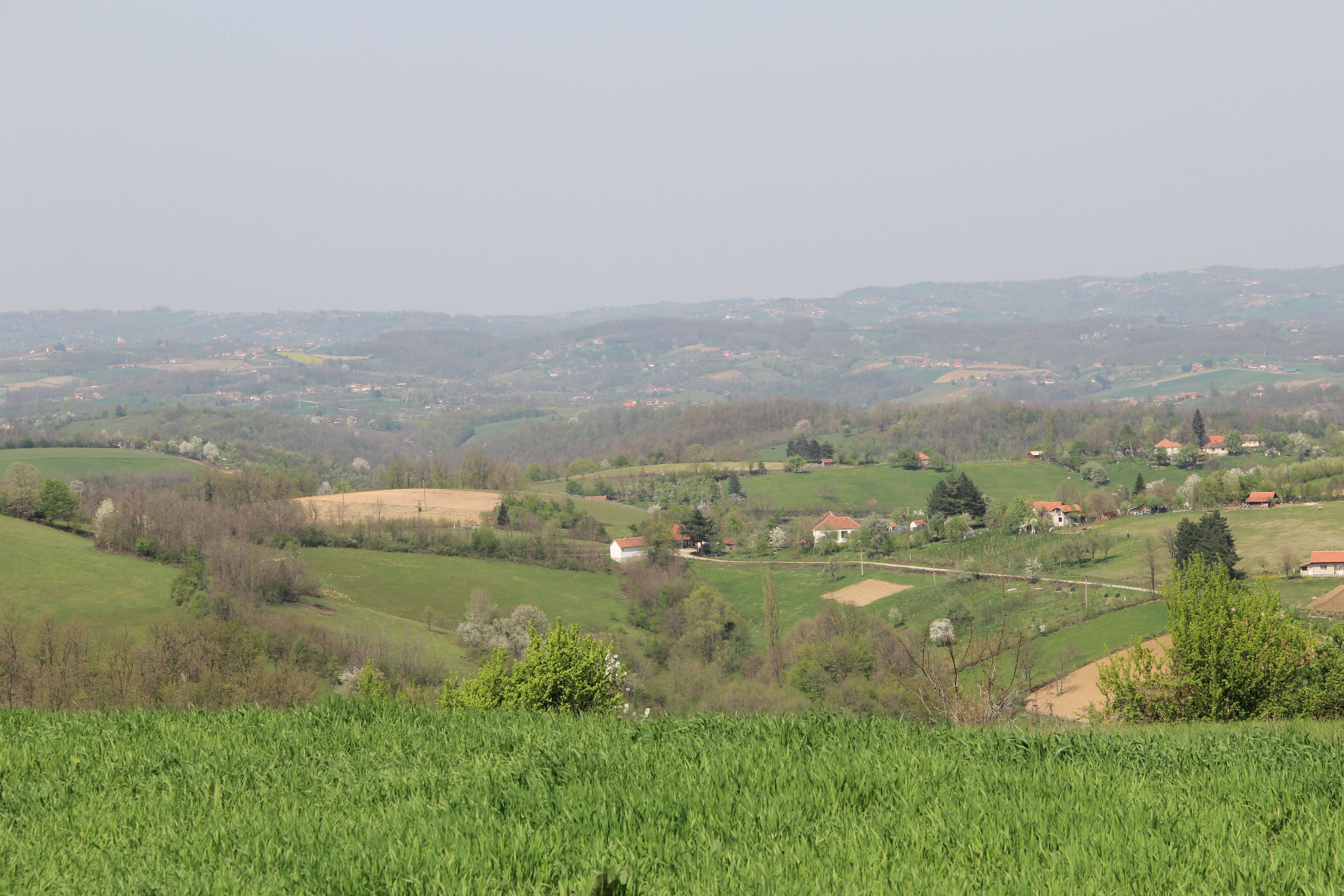
Tupanci - panoarama
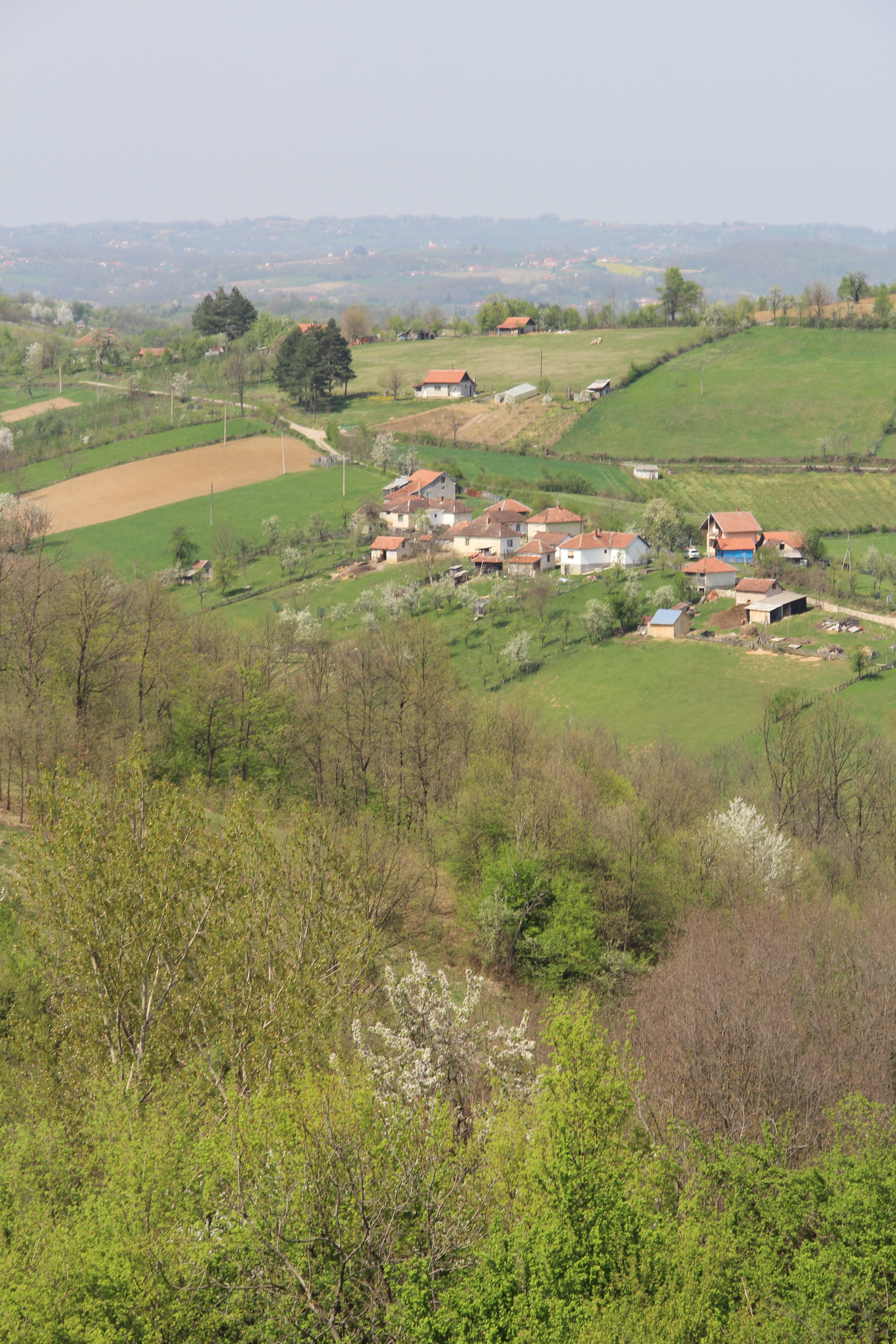
Tupanci - panoarama

## Histoire

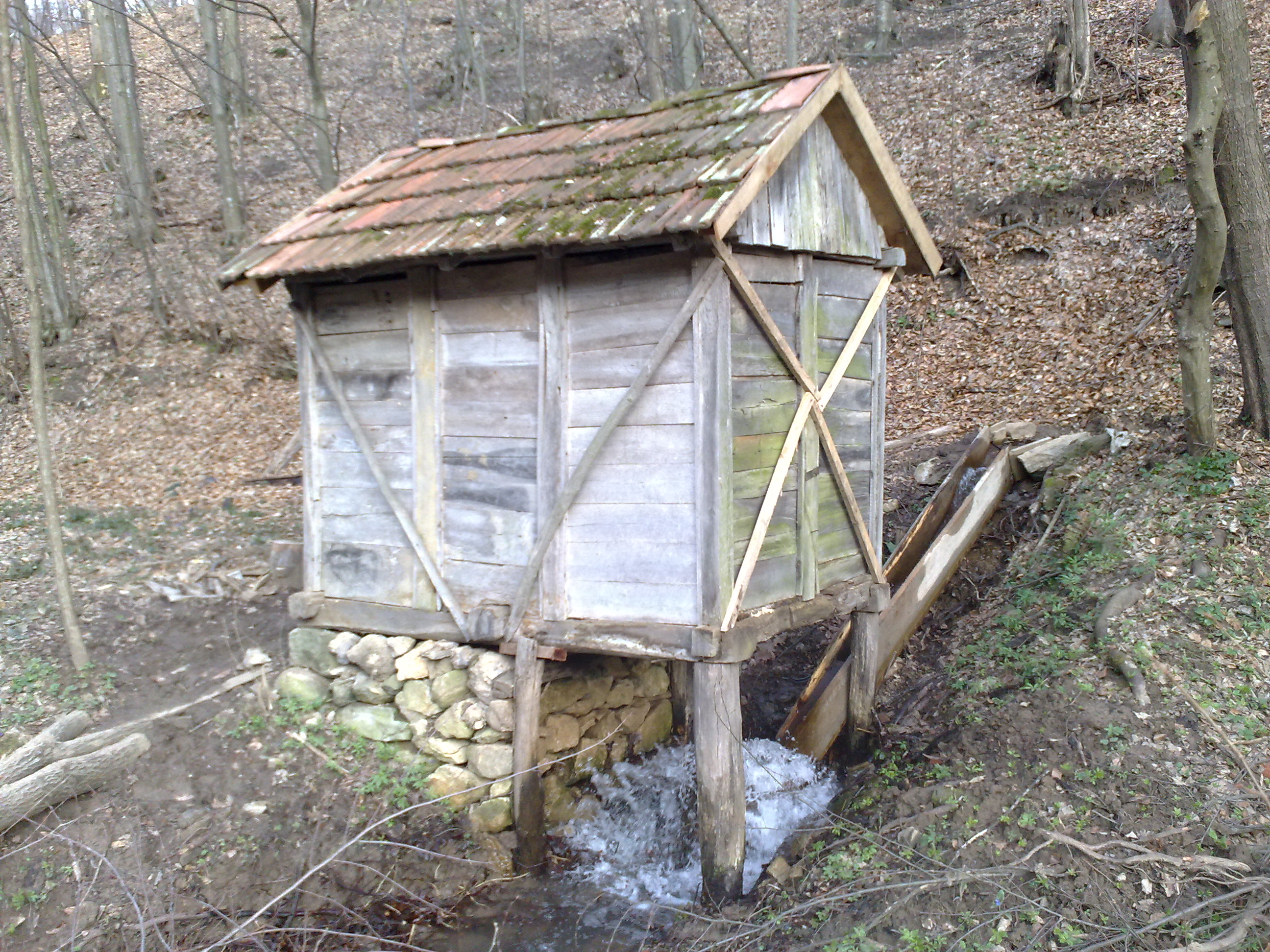
Moulin à eau à Tupanci

## Démographie
| 1948 | 1953 | 1961 | 1971 | 1981 | 1991 | 2002 | 2011 |
| ---- | ---- | ---- | ---- | ---- | ---- | ---- | ---- |
| 344  | 342  | 310  | 278  | 222  | 187  | 158  | 120  |

|  |